# (22298) 1990 EJ
1990 إي جاي (ويعرف أيضًا باسم (22298) 1990 إي جاي وفق تسمية الكوكب الصغير) (بالإنجليزية: 1990 EJ)‏ هو كويكب ضمن حزام الكويكبات؛ وترتيبه 22298 من حيث الاكتشاف.
اكتُشف هذا الجُرم الفلكي بواسطة هيروشي كانيدا في 2 مارس 1990.

## وصلات خارجية
- (22298) 1990 EJ في قاعدة بيانات مختبر الدفع النفاث لأجرام النظام الشمسي الصغيرة

- الاكتشاف · مخطط المدار ·  العناصر المدارية · المعلمات المادية

- (22298) 1990 EJ على موقع ويكي سكاي: DSS2, SDSS, GALEX, IRAS, Hydrogen α, X-Ray, Astrophoto, Sky Map, Articles and images